# Шицзуйшань
Шицзуйшань (кит. спр. 石嘴山市, піньїнь: Shízuǐshān Shì) — місто-округ в китайській автономії Нінся. 

## Географія
Шицзуйшань розташовується на півночі провінції, між Хуанхе і горами Алашань.

### Клімат
Місто знаходиться у зоні, котра характеризується кліматом тропічних пустель. Найтепліший місяць — липень із середньою температурою 23.9 °C (75 °F). Найхолодніший місяць — січень, із середньою температурою -9 °С (15.8 °F).
| Клімат Шицзуйшаня       | Клімат Шицзуйшаня | Клімат Шицзуйшаня | Клімат Шицзуйшаня | Клімат Шицзуйшаня | Клімат Шицзуйшаня | Клімат Шицзуйшаня | Клімат Шицзуйшаня | Клімат Шицзуйшаня | Клімат Шицзуйшаня | Клімат Шицзуйшаня | Клімат Шицзуйшаня | Клімат Шицзуйшаня | Клімат Шицзуйшаня |
| Показник                | Січ.              | Лют.              | Бер.              | Квіт.             | Трав.             | Черв.             | Лип.              | Серп.             | Вер.              | Жовт.             | Лист.             | Груд.             | Рік               |
| Середній максимум, °C   | −2,8              | 1,1               | 8,6               | 16,9              | 23,5              | 27,6              | 29,2              | 27,4              | 22,1              | 15,3              | 5,8               | −1,4              | 14,4              |
| Середня температура, °C | −9                | −5,3              | 2,3               | 10,4              | 17,1              | 21,5              | 23,9              | 22,2              | 16,4              | 9,4               | 0,5               | −7                | 8,5               |
| Середній мінімум, °C    | −16,5             | −13,3             | −5,8              | 1,8               | 8,6               | 13,4              | 16,4              | 15,1              | 9                 | 1,5               | −6,6              | −13,9             | 0,8               |
| Норма опадів, мм        | 1.3               | 1.7               | 4.4               | 9.9               | 13.5              | 17.6              | 40.8              | 54.4              | 23.4              | 11.4              | 3.4               | 0.5               | 182.3             |
| Днів з опадами          | 1,2               | 1,5               | 2                 | 2,6               | 3,7               | 5,3               | 8,8               | 8,3               | 6,4               | 3,9               | 2,2               | 0,7               | 46,6              |
| Вологість повітря, %    | 56.2              | 50                | 46.5              | 41.7              | 43.8              | 50.1              | 58.9              | 63.1              | 61.7              | 59.6              | 61.3              | 61.4              | 54.5              |
| ----------------------- | ----------------- | ----------------- | ----------------- | ----------------- | ----------------- | ----------------- | ----------------- | ----------------- | ----------------- | ----------------- | ----------------- | ----------------- | ----------------- |
| Джерело: Weatherbase    |                   |                   |                   |                   |                   |                   |                   |                   |                   |                   |                   |                   |                   |